# Decha Sa-ardchom
Decha Sa-ardchom (tiếng Thái: เดชา สอาดโฉม, sinh ngày 13 tháng 8 năm 1986), còn được biết với tên đơn giản Aof (tiếng Thái: อ๊อฟ), là một cầu thủ bóng đá từ Thái Lan. Hiện tại anh thi đấu cho PT Prachuap ở Giải bóng đá Ngoại hạng Thái Lan ở vị trí tiền vệ.